# Invariância de Galileu
Denomina-se invariância de Galileu o princípio de relatividade segundo o qual as leis fundamentais da Física são as mesmas em todos os sistemas de referência inerciais, isto é, a forma das equações físicas não podem depender do estado de movimento de um observador, uma vez que o movimento é relativo. Em outras palavras, "dois observadores que se movem com velocidade uniforme, um relativamente ao outro, devem formular as leis da natureza exatamente da mesma forma. Em particular, nenhum observador de inércia pode distinguir entre repouso absoluto e movimento absoluto, com apelo exclusivo às leis da natureza. Não existe pois movimento absoluto, mas apenas movimento relativo (de um observador relativamente a um outro).".